# 2045
- Wikisource

| Calendário gregoriano                                                        | 2045 MMXLV                           |
| Ab urbe condita                                                              | 2798                                 |
| Calendário arménio                                                           | 1495 – 1496                          |
| Calendário bahá'í                                                            | 201 – 202                            |
| Calendário budista                                                           | 2589                                 |
| Calendário chinês                                                            | 4741 – 4742 Início a 17 de fevereiro |
| Calendário copta                                                             | 1761 – 1762                          |
| Calendário etíope                                                            | 2037 – 2038                          |
| Calendários hindus - Vikram Samvat - Calendário nacional indiano - Cáli Iuga | 2100 – 2101 1966 – 1967 5145 – 5146  |
| Calendário Holoceno                                                          | 12045                                |
| Calendário islâmico                                                          | 1467 – 1469                          |
| Calendário judaico                                                           | 5805 – 5806                          |
| Calendário persa                                                             | 1423 – 1424 Início a 20 de março     |
| Calendário rúnico                                                            | 2295                                 |
| Calendário solar tailandês                                                   | 2588                                 |

2045 (MMXLV, na numeração romana) será um ano comum do século XXI que começará num domingo, segundo o calendário gregoriano. A sua letra dominical será A. A terça-feira de Carnaval ocorrerá a 21 de fevereiro e o domingo de Páscoa a 9 de abril. Segundo o horóscopo chinês, será o ano do Boi, começando a 17 de fevereiro.

| Evento                                                   | Data            | Hora  |
| -------------------------------------------------------- | --------------- | ----- |
| Aquário                                                  | 19 de janeiro   | 16:22 |
| Peixes                                                   | 18 de fevereiro | 06:22 |
| primavera no hemisfério norte e outono no hemisfério sul |                 |       |
| Carneiro/equinócio                                       | 20 de março     | 05:07 |
| Touro                                                    | 19 de abril     | 15:53 |
| Gémeos                                                   | 20 de maio      | 14:46 |
| verão no hemisfério norte e inverno no hemisfério Sul    |                 |       |
| Caranguejo/solstício                                     | 20 de junho     | 22:34 |
| Leão                                                     | 22 de julho     | 09:27 |
| Virgem                                                   | 22 de agosto    | 16:39 |
| Outono no Hemisfério Norte e Primavera no Hemisfério Sul |                 |       |
| Balança/equinócio                                        | 22 de setembro  | 14:33 |
| Escorpião                                                | 23 de outubro   | 00:12 |
| Sagitário                                                | 21 de novembro  | 22:04 |
| inverno no hemisfério norte e verão no hemisfério sul    |                 |       |
| Capricórnio/solstício                                    | 21 de dezembro  | 11:35 |

| UTC: Portugal Continental, Madeira, Guiné-Bissau e São Tomé e Príncipe Subtrair (-): 1 h nos Açores e Cabo Verde 2 h nas Ilhas oceânicas brasileiras 3 h em Brasília, em Goiás, na Amazônia Oriental Brasileira e no nordeste, sudeste e sul brasileiros 4 h na Amazônia Ocidental Brasileira, Mato Grosso e Mato Grosso do Sul 5 h no Acre e sudoeste do Amazonas Adicionar (+): 1 h em Angola e Guiné Equatorial 2 h em Moçambique 8 h em Macau 9 h em Timor-Leste. |
| Adicionar uma hora durante a vigência do horário de verão: Portugal Continental : De 26 de março a 29 de outubro de 2045 |

| Ano completo                    |
| ------------------------------- |
| Ano comum com início ao domingo |

## Eventos esperados e previstos
- Ano do Boi, segundo o Horóscopo chinês.

### Agosto
- 12 de agosto - Um eclipse solar total ocorrerá nos Estados Unidos, produzindo um caminho da Califórnia para a Flórida. Espera-se que algumas partes da Flórida experimentem a totalidade por seis minutos, a mais longa da história dos Estados Unidos.

### Datas desconhecidas
- Raymond Kurzweil, em seu livro The Singularity Is Near, coloca o surgimento da singularidade tecnológica em 2045.

## Epacta e idade da Lua
| Epacta gregoriana | 11 (XI) |
| Idade da Lua      | Letra k |